# Centaurea inexpectata
Centaurea inexpectata — вид рослин роду волошка (Centaurea), з родини айстрових (Asteraceae).

## Середовище проживання
Ендемік Туреччини (Анатолія).